# Dudenkasteel

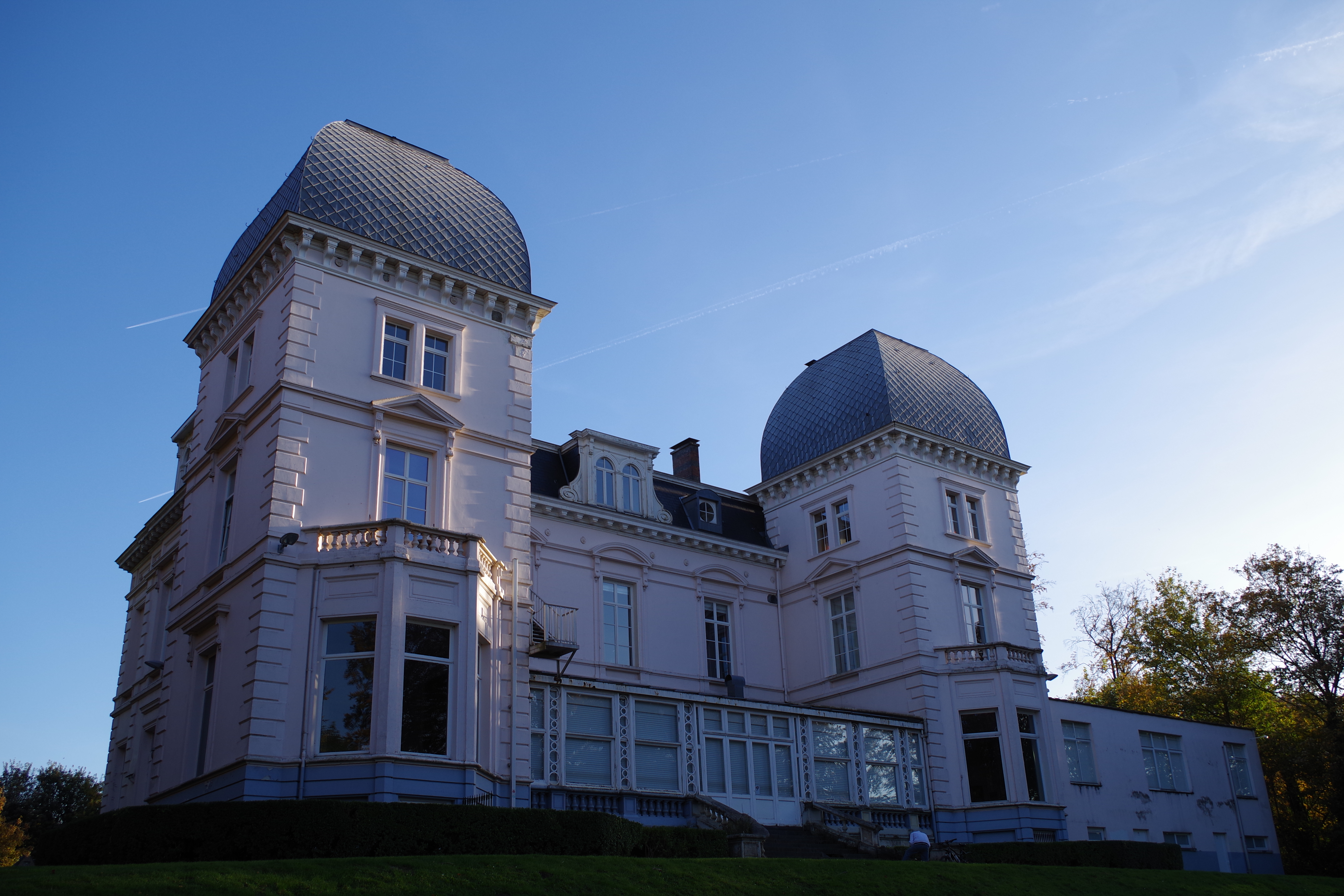
Achtergevel van het kasteel

Het Dudenkasteel (Frans: Château Duden) is een neoklassiek landhuis in het Dudenpark in Vorst. Het werd gebouwd in 1873 en wordt gebruikt door de filmschool NARAFI. Het kasteel behoort net als het park zelf tot het patrimonium van de Koninklijke Schenking.

## Geschiedenis
In 1869 kocht Wilhelm Duden het domein van de erfgenamen van Eduard Mosselman. Voor zijn landhuis deed hij vermoedelijk een beroep op de Duitse architect Eduard Schwartz, die de Villa Hügel in Essen had ontworpen voor Alfred Krupp. Het kreeg paardenstallen in neo-Vlaamse-renaissance, een protestantse kapel en een kiosk. Duden liet in 1894 het domein bij testament na aan koning Leopold II, op last er een openbaar park van te maken. Dat gebeurde na het overlijden van zijn weduwe Ottilie Duden in 1911. De opening vond plaats het volgende jaar.
Het Dudenkasteel werd in 1913 het onderkomen van de in 1906 opgerichte School voor Tropische Geneeskunde. Tropenartsen en -verpleegkundigen kregen er een opleiding van vier maanden vóór hun vertrek. Tegen de zuidwestelijke gevel werd een serre gebouwd voor tropische planten, de zogenaamde salle des aquariums. Ze werd rond 1920 afgebroken voor een bijgebouw, dat in 1960 werd vergroot met één travee om te dienen als laboratorium. 
In 1936 verhuisde de school naar Antwerpen en werd het gebouw gebruikt om vluchtelingenkinderen van de Spaanse Burgeroorlog te huisvesten. In 1939 nam het Institut de Radio-électricité et cinématographie er zijn intrek, later gesplitst langs taalgroep met als Nederlandstalige school het NARAFI.